# Giải quần vợt Pháp Mở rộng 2017 - Đôi nam xe lăn
Shingo Kunieda và Gordon Reid là đương kim vô địch, nhưng chọn không tham gia cùng nhau. Kunieda chơi cùng Stefan Olsson, nhưng thua ở vòng bán kết trước Stéphane Houdet và Nicolas Peifer.
Houdet và Peifer đi đến chiến thắng và giành danh hiệu, đánh bại Alfie Hewett và Reid ở chung kết, 6–4, 6–3.

## Hạt giống
1. Stéphane Houdet /  Nicolas Peifer (Vô địch)
2. Alfie Hewett /  Gordon Reid (Chung kết, Á quân)

## Kết quả

### Từ viết tắt
| - Q = Vòng loại - WC = Đặc cách - LL = Thua cuộc may mắn - Alt = Thay thế - SE = Miễn đặc biệt | - PR = Bảo toàn thứ hạng - w/o = Thắng nhờ đối thủ rút lui trước trận đấu - r = Bỏ cuộc giữa trận đấu - d = Bị xử thua - SR = Xếp hạng đặc biệt |

### Chung kết
|  | Bán kết | Bán kết                            | Bán kết | Bán kết                  | Bán kết |   |                                | Chung kết | Chung kết | Chung kết | Chung kết | Chung kết |  |
|  |         |                                    |         |                          |         |   |                                |           |           |           |           |           |  |
|  | 1       | Stéphane Houdet Nicolas Peifer     | 3       | 6                        | [12]    |   |                                |           |           |           |           |           |  |
|  | 1       | Stéphane Houdet Nicolas Peifer     | 3       | 6                        | [12]    |   |                                |           |           |           |           |           |  |
|  |         | Shingo Kunieda Stefan Olsson       | 6       | 2                        | [10]    |   |                                |           |           |           |           |           |  |
|  |         | Shingo Kunieda Stefan Olsson       | 6       | 2                        | [10]    | 1 | Stéphane Houdet Nicolas Peifer | 6         | 6         |           |           |           |  |
|  |         |                                    |         |                          |         | 1 | Stéphane Houdet Nicolas Peifer | 6         | 6         |           |           |           |  |
|  |         |                                    | 2       | Alfie Hewett Gordon Reid | 4       | 3 |                                |           |           |           |           |           |  |
|  |         | Gustavo Fernández Maikel Scheffers | 2       | Alfie Hewett Gordon Reid | 4       | 3 | 4                              | 6         | [8]       |           |           |           |  |
|  |         |                                    |         |                          |         |   |                                | 6         | [8]       |           |           |           |  |
|  | 2       | Alfie Hewett Gordon Reid           | 6       | 3                        | [10]    |   |                                |           |           |           |           |           |  |